# Blümchen Blau
Blümchen Blau war ein österreichisches Bandprojekt der Neuen Deutschen Welle, welches Anfang der 1980er Jahre aktiv war. Bis heute bekannt ist ihr größter Erfolg Flieger.

## Bandgeschichte
1981 gründeten Josef Fencs, Jakob Mundl, Götz Schrage, Wolfgang La und Ernst „Tschuri“ Hörmann in Wien die Band und konnten gleich mit ihrer ersten Single Flieger einen Hit landen. Weitere Erfolge blieben jedoch aus. Bereits nach zwei Jahren löste sich die Band wieder auf.

## Diskografie

### Studioalbum
- 1982: Wie die Tiere (LP)
- 1994: Wie die Tiere (CD)

### Singles
- 1981: Flieger
- 1982: Wir bauen ein Haus (mit Waluliso)
- 1982: Heimatlos
- 1983: Weihnachtsmann
- 1983: Janis

### Kompilationen
Einige ihrer Titel sind später auf den Kompilationen der Reihe Flieger Flug 1-6 erneut erschienen.